# Ahtiana sphaerosporella
Ahtiana sphaerosporella är en lavart som först beskrevs av Johannes Müller Argoviensis, och fick sitt nu gällande namn av Goward. Ahtiana sphaerosporella ingår i släktet Ahtiana och familjen Parmeliaceae.   Inga underarter finns listade i Catalogue of Life.

## Källor

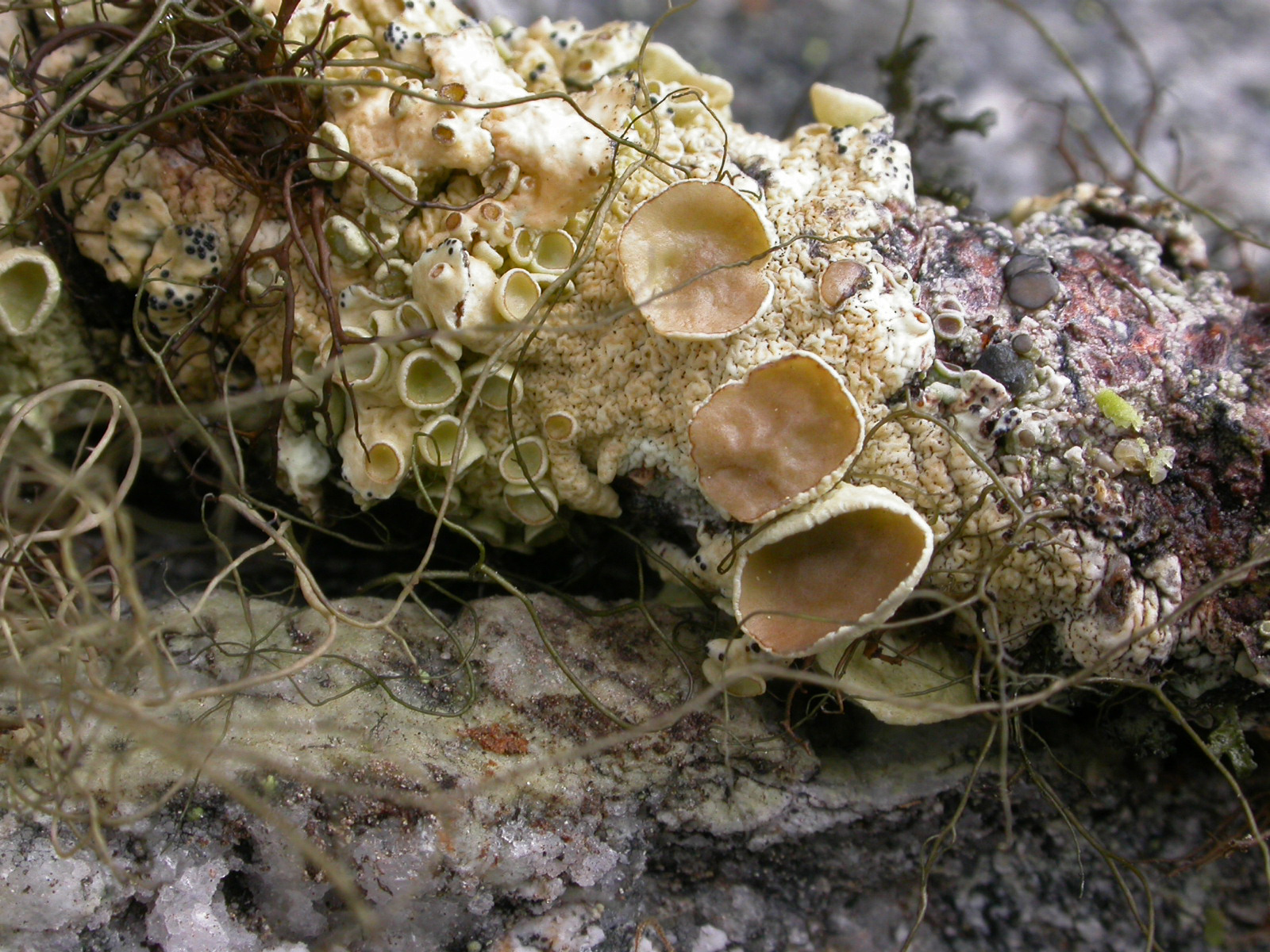